# Asafètida
L'asafètida o assafètida (Ferula assafoetida), també coneguda, entre altres noms, com a hing o fonoll gegant, és una espècie de planta dins la família apiàcia que és una espècie utilitzada per a fer un tipus de chutney. Es fa servir el seu làtex (oleoresina que exuda el seu rizoma o l'arrel. Fa d'1 a 1,5 m d'alt i és perenne. És nativa de l'Índia. L'asafètida té un gust picant gens plaent quan està crua però cuinada deixa anar un gust suau que recorda el de les cebes, els alls i els porros. Alexandre el Gran la va portar a Europa i ja es menciona al Talmud jueu.
Té propietats antiflatulents, ja que redueix la microflora dels intestins.

## Etimologia
El nom científic Assafoetida deriva del persa assa, que significa 'resina', i del llatí foetida, que es refereix a la seva pudor sulfurosa.
Algun autor creu que l'asafètida es correspon amb la planta anomenada laser per Plini.

## Descripció
L'asafètida és una espècie herbàcia perenne i monoica. Les fulles fan de 30 a 40 cm. Les tiges florals estan situades a 2,5 – 3 m d'alt. Les flor són verdoses, produïdes en umbel·les. Els fruits són ovals, plans, petits i de color marró rogenc amb làtex. Tota la planta fa una olor fètida.

## Aplicacions medicinals
- Antigripal. L'asafètida va ser usada per combatre l'epidèmia de grip de 1918. Segons investigadors mèdics de la Universitat de Kaohsiung a Taiwan, aquesta planta produeix substàncies antivíriques en el cas del grip del porc, H1N1, i podria ser utilitzada per desenvolupar un nou medicament contra aquesta grip.[6][7]
- Digestió. A Tailàndia i l'Índia es fa servir per afavorir la digestió.[8]
- Asma i bronquitis.[9]
- Antimicrobiana. En la medicina tradicional xinesa s'ha fet servir des de fa molt de temps com a antimicrobiana.[10]
- Contracepció.[11] Amb tot i això, es considera inferior a les antigues espècies del gènere Ferula, Silphium.
- Antiepilèptica. Segons la medicina iunani i la bibliografia etnobotànica.[12]
- Equilibri del vata. En Ayurveda, l'asafètida es considera que és una de les millors espècies per equilibrar el vata dosha.[13]

## Ús regional
- Dins la regió Jammu de l'Índia, l'asafètida es fa servir com a medecina contra la flatulència i el restrenyiment per part del 60% de la població local.[14] Es fa servir especialment per la casta de l'Hindus i els adeptes al Jainisme i Vaishnavisme, que no poden menjar ni ceba ni alls.

### Altre usos
- Com a esquer de caça i pesca.
- Per atraure lepidòpters barrejada amb gelea de fruites.
- Repel·lent dels mals esperits, a Jamaica.

## Composició
Típicament conté un 40-64% de resina, 25% de goma, 10-17% d'olis volàtils i 1,5-10% de cendres. La resina se sap que conté asaresinotannols'A' i 'B', àcid ferúlic, umbel·liferona i quatre compostos sense identificar.